# Замазчикова
Замазчикова — заимка в Заларинском районе Иркутской области России. Входит в состав Троицкого муниципального образования.

## География
Деревня находится на расстоянии примерно 25 км к юго-западу от рабочего посёлка Залари, административного центра района.

## Население
| 2002 | 2010 | 2011 | 2012 |
| ---- | ---- | ---- | ---- |
| 154  | ↘99  | →99  | ↘97  |

### Половой состав
По данным Всероссийской переписи, в 2010 году на заимке проживало 99 человек (54 мужчины и 45 женщин).